# 宝慶寺
宝慶寺（ほうきょうじ）は、福井県大野市にある曹洞宗の寺院。弘長元年（1261年）、道元を慕って宗より来日した寂円禅師（じゃくえんぜんし）によって、道元の寂滅後に開山された。曹洞宗における第二道場。永平寺の奥の院、とも言われる。寺宝の道元禅師（曹洞宗の開祖）肖像画は県指定文化財。

## 歴史
大野市街から西南に約10キロメートル、清滝川の上流に位置する、うっそうと茂る杉木立に囲まれた曹洞宗の古刹。中国宋時代の高僧、寂円が永平寺の開祖道元禅師を慕い来日、弘安元年（1278年）に開いた大本山永平寺に次ぐ曹洞宗第二道場とされる。道元禅師図像など多数の県指定文化財を保有。座禅体験もできる。田中眞海（しんかい）老師が住職をつとめていた。